# صلاح عبد الغفور
صلاح عبد الغفور (1953 - 7 أبريل 2013) مطرب عراقي ولد في ناحية السعدية بخانقين محافظة ديالى، وهو من أصل كوردي، ذاع صيته خلال فترة الثمانينات، تقدم إلى اختبار الإذاعة والتلفزيون عبر برنامج ركن الهواة عام 1961 وهو لا يزال بعمر ال (8) وجذب الأنظار عندما غنى أغاني الفنان العراقي الكبير ناظم الغزالي.
دخل عام 1973 في الفرقة القومية للفنون الشعبية وأصبح فيما بعد عضواً في فرقة الانشاد العراقية، وشارك معها في عدد من المهرجانات والاحتفالات الداخلية والخارجية، واستمر فيها (4) سنوات. وفي العام 1977 دخل في معهد الدراسات النغمية وأصبح طالباً فيه وتخصص في غناء المقام العراقي والعزف على آلة الكمان، وبعد (6) سنوات تخرج من المعهد وأنظم إلى (فرقة التراث الموسيقي العراقي) التي أسسها (منير بشير)، وكان فيها عدد كبير من الفنانين المعروفين أمثال (مائدة نزهت، حسين الأعظمي، فريدة محمد علي، سعدي الحديثي، رياض أحمد، وغيرهم...) وشاركوا في عدد كبير من المهرجانات والحفلات العالمية والعربية.
توفي أثر حادث سير في أربيل -العراق يوم 7 أبريل 2013

## أغاني صلاح عبد الغفور
للفنان صلاح عبد الغفور أكثر من ثلاثين ألبوم، كان يغني المقام العراقي والأغاني العراقية التراثية وكذلك غنى الأغنية العاطفية والوطنية، غنى الكثير من المطربين فيما بعد أغانيه واشهرهم الفنان التركي الكبير إبراهيم تاتليسس حيث غنى أغنيته الشهيرة (شلونك عيني شلونك)... ومن أغانيه أشهرها:
- شلونك عيني شلونك
- ولك عرنة ولك خانه
- حلوة يالبغدادية
- خسرتك يا حبيبي
- لا تلوموني
- أنت الغلطان
- كل يوم لك ميعاد
- ألعب يالاسمر - أغنية رياضية
- كاسك يافلسطين - أغنية رياضية
- بغداد يابغداد - أغنية وطنية
- يا ليتني من عرب شمر
- ارد اوقف بحي الولف

وغيرها الكثير من الأغاني.

## وفاته
توفي في مساء الأحد 7-4-2013 في حادث اصطدام مروري في مدينة اربيل.

## روابط خارجية
- صلاح عبد الغفور على موقع ميوزك برينز (الإنجليزية)
- صلاح عبد الغفور على موقع ديسكوغز (الإنجليزية)